# Table des caractères Unicode/U25A0
Cette page contient des caractères spéciaux ou non latins. S’ils s’affichent mal (▯, ?, etc.), consultez la page d’aide Unicode.
Table des caractères Unicode U+25A0 à U+25FF.

## Formes géométriques
Jeu de symboles de formes géométriques diverses : carrés (noirs, blancs à coins droits ou arrondis, oblitérés, à hachures horizontales, verticales ou diagonales, simples ou doubles), petits carrés (noir ou blanc), grands rectangles (horizontaux ou verticaux, noirs ou blancs), parallélogrammes (noir ou blanc), triangles (pointés vers le haut, la droite, le bas ou la droite, moyens, petits ou en tête de flèche, noirs ou blancs), losanges carrés (noir, blanc ou oblitéré), disque noir cerclé, losange, cercles (blanc, pointillé, hachuré, double, noirs sur un à quatre quadrants), demi-disques, pavé rectangulaire noir oblitéré, (demi-)cercle dans un (demi-)pavé, arcs (quarts et demi-cercles), triangles rectangles noirs, petit cercle, carrés divisés (bicolores ou coupé), triangles (pointé ou bicolores), grand cercle, grands carrés ou cercles blancs avec secteurs, petits triangles-carrés blancs,  petits et mini carrés (noirs ou blancs).

### Table des caractères
| en fr  | 0 | 1 | 2 | 3 | 4 | 5 | 6 | 7 | 8 | 9 | A | B | C | D  | E  | F |
| ------ | - | - | - | - | - | - | - | - | - | - | - | - | - | -- | -- | - |
| U+25A0 | ■ | □ | ▢ | ▣ | ▤ | ▥ | ▦ | ▧ | ▨ | ▩ | ▪ | ▫ | ▬ | ▭  | ▮  | ▯ |
| U+25B0 | ▰ | ▱ | ▲ | △ | ▴ | ▵ | ▶ | ▷ | ▸ | ▹ | ► | ▻ | ▼ | ▽  | ▾  | ▿ |
| U+25C0 | ◀ | ◁ | ◂ | ◃ | ◄ | ◅ | ◆ | ◇ | ◈ | ◉ | ◊ | ○ | ◌ | ◍  | ◎  | ● |
| U+25D0 | ◐ | ◑ | ◒ | ◓ | ◔ | ◕ | ◖ | ◗ | ◘ | ◙ | ◚ | ◛ | ◜ | ◝  | ◞  | ◟ |
| U+25E0 | ◠ | ◡ | ◢ | ◣ | ◤ | ◥ | ◦ | ◧ | ◨ | ◩ | ◪ | ◫ | ◬ | ◭  | ◮  | ◯ |
| U+25F0 | ◰ | ◱ | ◲ | ◳ | ◴ | ◵ | ◶ | ◷ | ◸ | ◹ | ◺ | ◻ | ◼ | ◽ | ◾ | ◿ |

Emploi en tant que Caractères spéciaux et entités HTML :
caractère : code texte
 ■ :  &#x25A0;
▲ : &#x25b2;
▼ : &#x25bc;
etc.